# سن-پیر و میکلون
سَن-پیِر و میکْلون یا سَن-پیِر-اِ-میکْلُن، (به فرانسوی: Saint-Pierre-et-Miquelon) از مجموعه‌های ارضی فرادریایی خودگردان فرانسه، واقع در شمال غربی اقیانوس اطلس در نزدیکی نیوفاندلند است. مجمع‌الجزایر سن-پیر و میکلون با اینکه در ۲۵ کیلومتری کانادا قرار دارد، بخشی از خاک فرانسه محسوب می‌شود. این منطقه تنها بازمانده از امپراتوری استعماری فرانسه نو سابق است که همچنان در کنترل فرانسه است و در ژانویه ۲۰۱۱، ۶۰۸۰ نفر جمعیت داشته‌است. این مجمع‌الجزایر با ساحل جنوبی جزیره نیوفاندلند ۲۵ کیلومتر فاصله دارد.
این جزایر در ورودی خلیج فرچون که به ساحل جنوبی نیوفاندلند کشیده شده‌اند، در نزدیکی پشته‌های بزرگ نیوفاندلند واقع شده. این جزایر ۳٬۸۱۹ کیلومتر (۲٬۳۷۳ مایل) از برست، نزدیکترین نقطه در فرانسه متروپلی فاصله دارند، ولی فاصله‌شان از Burin Peninsula نیوفاندلند، کانادا ۲۵ کیلومتر (۱۶ مایل) است.

## اقلیم
این مجمع‌الجزایر با وجود این‌که هم‌عرض خلیج بیسکای است، اقلیم قاره‌ای مرطوب/زیرشمالگانی سرد لب‌مرزی دارد؛ به دلیل این‌که تحت تأثیر توده‌های هوایی قطبی جریان لابرادور قرار می‌گیرد.

## تاریخ
کاشف پرتغالی خوان آلوارز فاگوندس (به اسپانیایی: João Álvares Fagundes) در ۱۵۲۱ آن را «یازده هزار دوشیزه» نام گذاشت. فرانسویان آن را جزایر سن پیر خواندند و نام میکلن از واژهٔ میکائیل در زبان باسکی آمده (سنت مایکل). در ۱۵۷۹ Martin de Hoyarçabal دریانورد برای نخستین بار Micquetõ و Micquelle را به کار برد. این نام به بعدها به صورت Miclon, Micklon و در آخر Miquelon به کار رفت.

## فرهنگ
ساکنان این مجمع‌الجزایر به زبان فرانسوی سخن می‌گویند و فرهنگ آن‌ها مشابه نقاط شهری فرانسه است. زبان فرانسوی که در این منطقه صحبت می‌شود بیشتر شبیه فرانسوی استاندارد اروپا است تا فرانسوی کانادایی (فرانسوی مربوط به استان کبک). روز باستیل که روز ملی فرانسه است در این مجمع‌الجزایر جشن گرفته می‌شود.